# 克拉斯諾卡緬卡

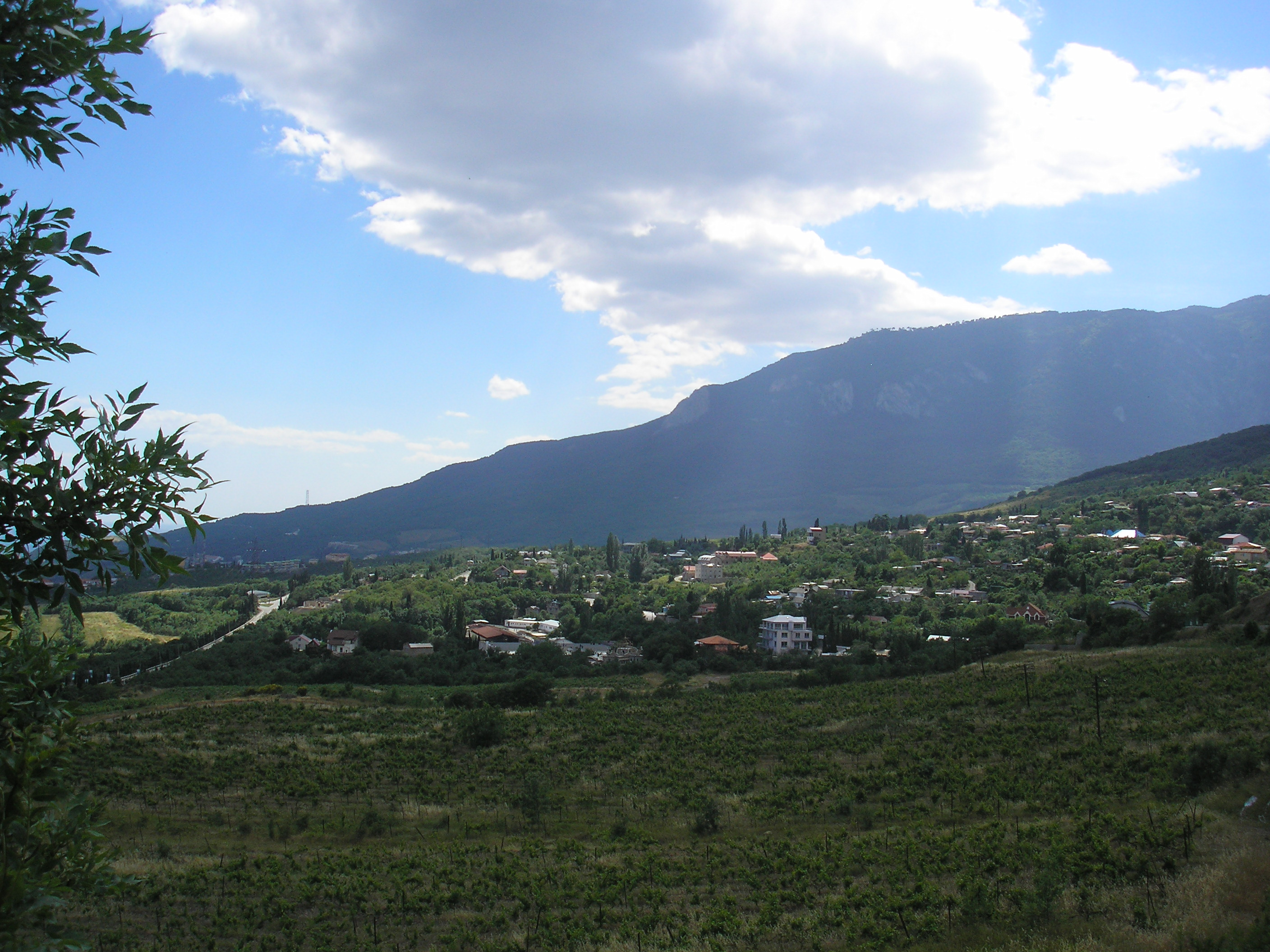
远景图

克拉斯诺卡缅卡（烏克蘭語：Краснокам'янка），法理上是乌克兰克里米亚自治共和国雅尔塔区的市级镇，但事实上是俄罗斯克里米亞共和國雅尔塔市议会下辖的市级镇。距離辛菲羅波爾66公里，面積1.2平方公里，海拔高度30米，2011年人口1,024，人口密度每平方公里856.3人。